# Halyna Holeussowa
Halyna Nykolaewna Holeussowa (ukrainisch Галина Николаевна Голеусова, wiss. Transliteration Halyna Nykolaevna Holeusova; * 3. Januar 1951 als Halyna Kamardina) ist eine ukrainische Wirtschaftswissenschaftlerin. Zudem war sie in ihrer Jugend für die Sowjetunion als Leichtathletin aktiv und wurde 1971 in Sofia Halleneuropameisterin in der 4-mal-400-Meter-Staffel.

## Karriere
Halyna Holeussowa trat 1971 mit der sowjetischen 4-mal-400-Meter-Staffel bei den Halleneuropameisterschaften in Sofia an und gewann dort in 3:36,6 min gemeinsam mit Ljubow Sawjalowa, Wera Iwanowna Popkowa und Ljudmila Wassiljewna Aksjonowa die Goldmedaille. Im Jahr 1972 wurde sie sowjetische Meisterin in der 4-mal-400-Meter-Staffel. Anschließend absolvierte sie ein Doktoratsstudium der Wirtschaftswissenschaft an der Staatliche Universität Woronesch und wurde Dozentin an der Nationalen Taras-Schewtschenko-Universität Kiew.